# Mieraslompolon kenttä
Mieraslompolon kenttä este o arie protejată (arie specială de conservare — SAC, sit de importanță comunitară — SCI) din Finlanda întinsă pe o suprafață de 2,2 ha, integral pe uscat.

## Localizare
Centrul sitului Mieraslompolon kenttä este situat la coordonatele 69°35′35″N 27°12′21″E / 69.5931°N 27.2058°E.

## Înființare
Situl Mieraslompolon kenttä a fost declarat sit de importanță comunitară în mai 2002 pentru a proteja 1 specie de animale. Situl a fost protejat și ca arie specială de conservare în aprilie 2015.

## Biodiversitate
Situată în ecoregiunea alpină, aria protejată conține 1 habitat natural: Pajiști fino-scandinave uscate până la mezice, bogate în specii de altitudine mică.
La baza desemnării sitului se află o specie protejată de  nevertebrate: Erebia medusa polaris.